# Марокко на летних Олимпийских играх 1960
Марокко принимала участие в Летних Олимпийских играх 1960 года в Риме (Италия) в первый раз за свою историю, и завоевала одну серебряную медаль. Это первая выигранная олимпийская медаль Марокко.

## Серебро
- Лёгкая атлетика, мужчины, марафон — Ради Бен-Абдесселам.